# Christian Frederik Barth
Christian Frederik Barth (24. februar 1787- 17. juli 1861) var en dansk obovirtuos og komponist. Oboist i Det Kongelige Kapel 1802-1841. Søn af obovirtuosen Christian Samuel Barth og bror til oboisten og komponisten Frederik Philip Carl August Barth.
Christian Frederik Barth fødtes i København. Under sin fars vejledning fik han den samme berømmede tone og spillemåde og blev snart så dygtig, at han allerede 4. november 1802, som kun
15-årig blev ansat som oboist i Kapellet. Allerede året før, 26. april 1802, var han solist ved en offentlig koncert på Det kgl. Teater. I 1804 rejste han for penge fra Den kgl. Kasse på studierejse.
I Berlin spillede han to obokoncerter, komponerede af hans broder Philip. I 1805 blev han førsteoboist i Kapellet. Senere foretog han hyppigt koncertrejser såvel i Danmark som i Sverige, Tyskland og Holland. Samtidig komponerede han en del musik, mest for obo, og underviste i obospil. I 1841 blev han pensioneret og flyttede til Middelfart, hvor han levede som en Særling, ugift og i trange Kaar…og døde glemt af Verden, ikke en Gang erindret af den officielle Statstidende som der står i Dansk biografisk Leksikon 1905.

## Musikken
- Obokoncert i Bb-dur (i Form af en Syngescene)
- Obokoncert Nr. 4 i C-dur
- Rondeau suisse (obo og orkester)
- Divertissement i G-dur for obo og strygekvartet
- Sonata Brillant Bb for obo og klaver
- Koncertouverture E-dur
- Symfoni i Eb-dur for Blæseinstrumenter
- Potpourri concertant pour piano-forte et hautbois ou flûte, composé par Chrétien Barth : Oeuvre IX
- 4 Studier for solo obo i Wieprechts nye Oboskole